# Fosse de l'olécrane
La fosse de l'olécrane (ou fossette olécranienne ou cavité olécranienne) est une profonde dépression triangulaire sur la face postérieure l'épiphyse de l'humérus.
Elle est située au-dessus de la trochlée humérale.
La capsule articulaire de l'articulation du coude s'attache à l'humérus juste en amont de la fosse de l'olécrane.

## Anatomie fonctionnelle
La fosse de l'olécrane reçoit l'olécrane lors de l'extension de l'avant-bras.